# Culicoides variifrons
Culicoides variifrons är en tvåvingeart som beskrevs av Glukhova och Ivanov 1967. Culicoides variifrons ingår i släktet Culicoides och familjen svidknott. Inga underarter finns listade i Catalogue of Life.